# Igor Marić
Igor Marić (ur. 15 sierpnia 1982 w Splicie) – chorwacki bobsleista, olimpijczyk.
Startował na Zimowych Igrzyskach Olimpijskich w Vancouver. W konkurencji bobslejowych czwórek, razem z Andrásem Haklitsem, Ivanem Šolą i Slavenem Krajačiciem, został sklasyfikowany na 20. pozycji.